# Malearivșciîna, Romnî
Malearivșciîna (în ucraineană Малярівщина) este un sat în comuna Perehrestivka din raionul Romnî, regiunea Sumî, Ucraina.

## Demografie
Componența lingvistică a localității Malearivșciîna
     Ucraineană (94,2%)
     Rusă (4,35%)
     Belarusă (1,45%)
Conform recensământului din 2001, majoritatea populației localității Malearivșciîna era vorbitoare de ucraineană (94,2%), existând în minoritate și vorbitori de rusă (4,35%) și belarusă (1,45%).